# Aglaope
Aglaope là một chi bướm đêm thuộc họ Zygaenidae.

## Hình ảnh

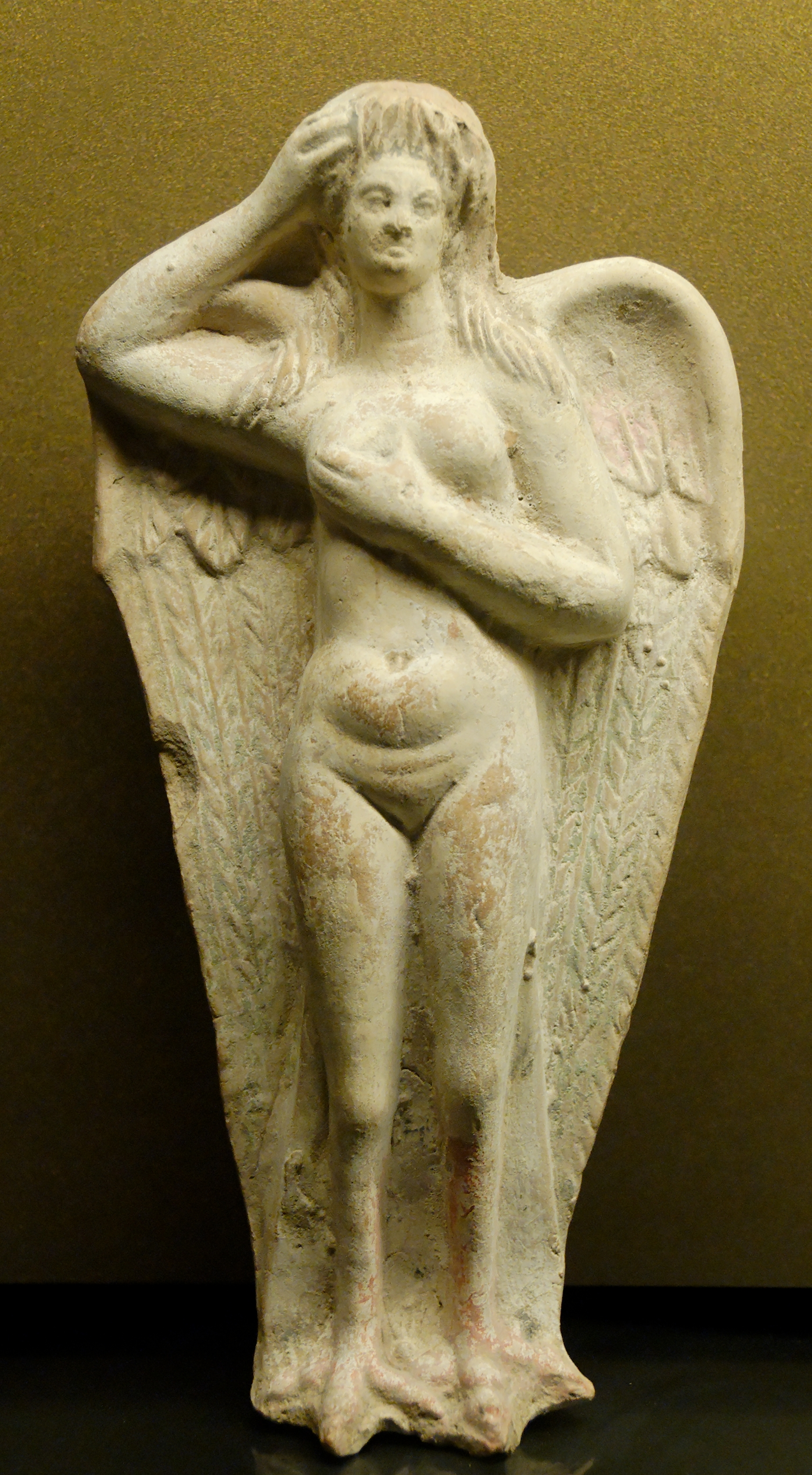

## Các loài
- Aglaope infausta – Almond-Tree Leaf Skeletonizer Moth (Linnaeus, 1767)